# Sangria (voilier)
Pour l’article homonyme, voir Sangria.
Sangria est le nom d'une série de voiliers construits par Jeanneau de 1970 à 1983 à 2 156 exemplaires,.

## Historique
Dessiné par l'architecte français Philippe Harlé, il est proposé par le chantier Jeanneau. Il est le premier voilier populaire de série, du chantier vendéen. Le chantier Gibert Marine reprend la construction, pour quelques unités.
Le Sangria est construit en résine polyester, avec des aménagements structurels en contreplaqué. Destiné à la croisière côtière,et pour la régate, à ses débuts, il fait partie des voiliers qui ont démocratisé la voile en France. 
Ce bateau est généralement reconnu pour son comportement sain, et son caractère très marin, bien que ses aménagements et son accastillage soient aujourd'hui dépassés. Son rapport de lest est de 50%, ce qui lui confère un très bon comportement dans le gros temps.